# Dundermusen
Dundermusen (engelska: Danger Mouse) är en brittisk animerad TV-serie, som sändes ursprungligen mellan 1981 och 1992. Serien parodierar filmer och TV-serier tillhörande spiongenren, bland annat James Bond- och Danger Man-serierna.
En omstart av serien började sändas på CBBC i september 2015.

## Rollfigurer
- Dundermusen (Danger Mouse) - Seriens huvudperson, en mus som arbetar som hemlig agent. Han talar 34 språk flytande och är praktiserande inom en uråldrig stridskonst som kallas kung moggy.
- Ernest Penfold - Dundermusens följeslagare. Han är en hamster, fast många tror att han är en mullvad på grund av hans glasögon (mullvadar är kända för sin dåliga syn). Han blir livrädd för minsta tecken av fara.
- Colonel K - Dundermusens chef, som ofta misstas för att vara en valross. Det har dock klargjorts i en upplaga av magasinet Look-in att han är en chinchilla. Hans ålder har gjort honom ganska tankspridd.
- Baron Silas Greenback - Seriens huvudantagonist och Dundermusens ärkefiende, en padda med en väsande röst.
- Stiletto Mafiosa - Greenbacks hantlangare, som är en kråka. Han brukade tilltala Greenback som "Barone" (italienska för "baron") i den ursprungliga engelska versionen, där han pratade med en italiensk brytning. För att undvika förnärmande av italiensk-amerikaner ändrades dock den italienska brytningen senare till en Cockneybrytning.
- Leatherhead - Greenbacks andra kråkhantlangare, som är ännu mindre intelligent än Stiletto. Han medverkar endast i ett par av de tidigare avsnitten, där han spenderar det mesta av sin tid till att läsa serietidningar.
- Nero - Greenbacks sällskapsdjur. En fluffig, vit larv som är en parodi på sällskapsdjur till storskurkar (exempelvis Ernst Stavro Blofelds vita katt).

## Svenska röster
Det förekommer tre olika svenska dubbningar av denna serie.

### Media Dubbs dubbning
Denna dubbning användes för TV3 på premiären 1989-09 och fram till 1991. Följande personer läste rösterna:
- Andreas Nilsson
- Gunnar Ernblad
- Per Sandborgh
- Hasse Jonsson

### Pangljuds dubbning
Denna dubbning har använts för TV4, där den sändes mellan 21 januari 1996 och 23 maj 1998.

### SVT:s dubbning
Denna dubbning har använts för SVT, där den sändes mellan 13 september och 20 december 1998., och Barnkanalen där den sändes senare. Följande personer läste rösterna:
- Stefan Ekman
- Helge Skoog
- Allan Svensson
- Janne Forssell